# Schwarzbier

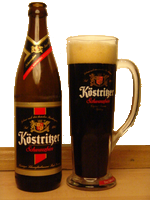
Köstritzer Schwarzbier

La Schwarzbier est une bière noire de fermentation basse. Titrant entre 4,5 et 5 % et de couleur noire, elle possède un arôme intense.
Elle se boit aux alentours de 8 degrés.

## Histoire
En 1492 fut brassée la Braunschweiger Mumme, la première Schwarzbier attestée. Elle était cependant produite par fermentation haute.
L'avènement des bières blondes comme la Pils à la fin du XIXe siècle a signé le déclin de la Schwarzbier. Ce n'est que depuis deux décennies qu'elle est remise au goût du jour.

## Brassage
Les Schwarzbier sont brassées avec du malt torréfié. Leur densité primitive de moût est située entre 11 et 12 %. Le malt ainsi rôti donne sa couleur noire opaque à la boisson, lui conférant également un goût unique.
Contrairement à la bière Stout, la Schwarzbier (de l'Allemand « Bière Noire »), a un goût plus prononcé, tirant sur l'arôme de mélasse, ce qui n'est pas le cas de la Guinness, par exemple.
La marque la plus répandue aujourd'hui est la Köstritzer, brassée depuis 1543 dans la ville de Bad Köstritz en Thuringe.
Ce style s'est répandu également sous l'appellation Black Lager.